# Вест-Парк (Каліфорнія)
Вест-Парк (англ. West Park) — переписна місцевість (CDP) в США, в окрузі Фресно штату Каліфорнія. Населення — 1053 особи (2020).

## Географія
Вест-Парк розташований за координатами 36°42′20″ пн. ш. 119°51′6″ зх. д. / 36.70556° пн. ш. 119.85167° зх. д. (36.705526, -119.851548).  За даними Бюро перепису населення США в 2010 році переписна місцевість мала площу 4,64 км², уся площа — суходіл.

## Демографія
Згідно з переписом 2010 року, у переписній місцевості мешкало 1157 осіб у 294 домогосподарствах у складі 237 родин. Густота населення становила 249 осіб/км².  Було 328 помешкань (71/км²).
Расовий склад населення:
| - 52,0 % — білих - 4,7 % — азіатів - 2,8 % — корінних американців - 2,8 % — чорних або афроамериканців - 0,1 % — вихідців з тихоокеанських островів - 32,0 % — осіб інших рас |

До двох чи більше рас належало 5,7 %. Частка іспаномовних становила 76,0 % від усіх жителів.
За віковим діапазоном населення розподілялося таким чином: 32,9 % — особи молодші 18 років, 57,6 % — особи у віці 18—64 років, 9,5 % — особи у віці 65 років та старші. Медіана віку мешканця становила 29,8 року. На 100 осіб жіночої статі у переписній місцевості припадало 111,5 чоловіків;  на 100 жінок у віці від 18 років та старших — 111,4 чоловіків також старших 18 років.
Середній дохід на одне домашнє господарство  становив 51 958 доларів США (медіана — 36 875), а середній дохід на одну сім'ю — 55 620 доларів (медіана — 37 232). Медіана доходів становила 36 146 доларів для чоловіків та 30 469 доларів для жінок. За межею бідності перебувало 27,1 % осіб, у тому числі 39,2 % дітей у віці до 18 років та 4,4 % осіб у віці 65 років та старших.
Цивільне працевлаштоване населення становило 283 особи. Основні галузі зайнятості: освіта, охорона здоров'я та соціальна допомога — 20,8 %, сільське господарство, лісництво, риболовля — 11,3 %, науковці, спеціалісти, менеджери — 11,0 %.